# À la claire fontaine

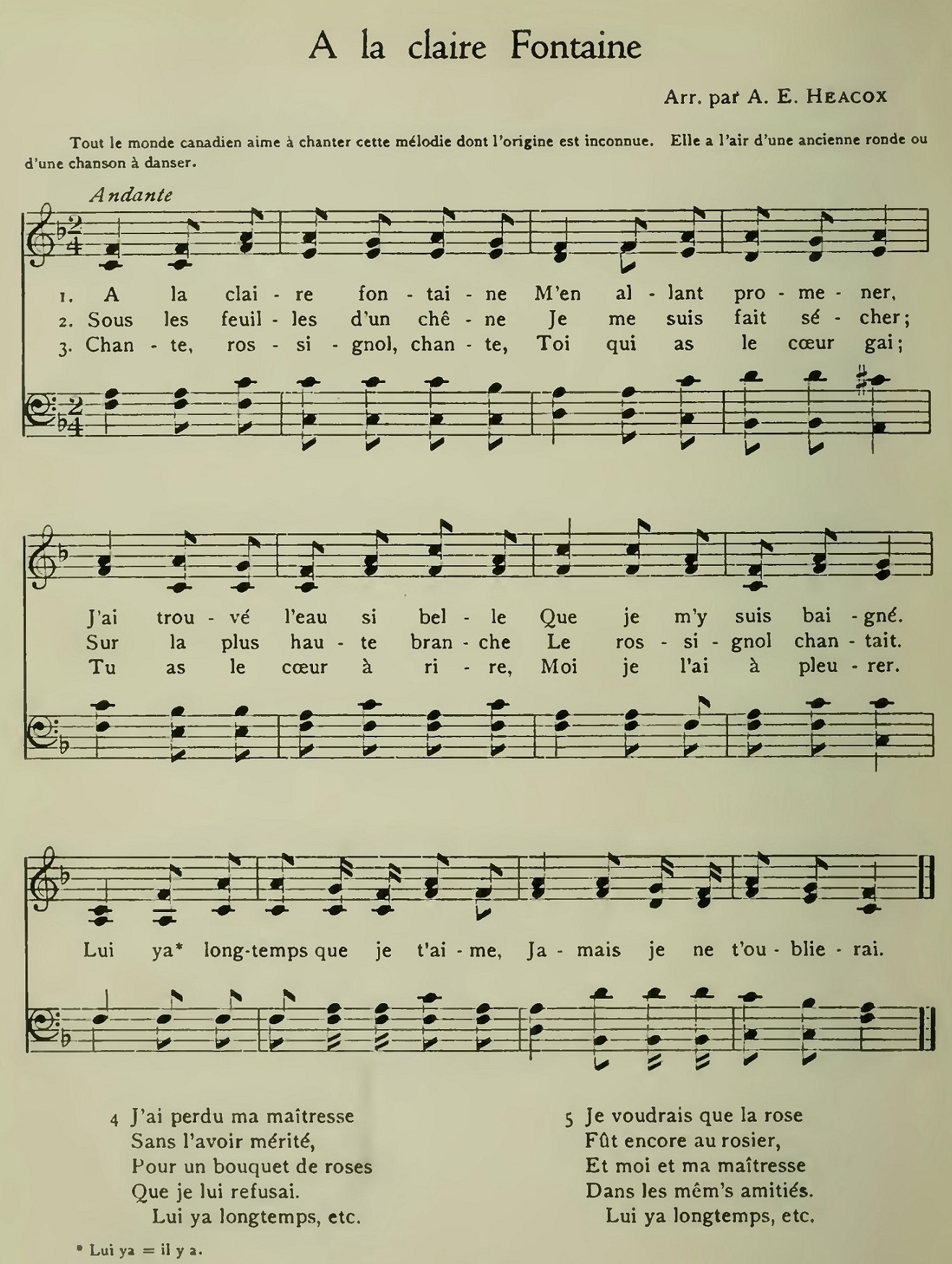
Partitura de À la claire fontaine

À la claire fontaine es una  canción tradicional francesa.
Es una canción compuesta en versos hexasilábicos o de asonancia alejandrina en /e/. Muy popular en Francia, y también lo es en Quebec después del siglo XVIII, donde era cantada, históricamente, por los coureurs des bois (corredores de los bosques) durante los largos viajes en canoa.
Esta canción, primer himno nacional de la Nueva Francia, cuenta con 500 versiones diferentes.

## Letra (versión cantada)
| Letra en francés À la claire fontaine, M'en allant promener J'ai trouvé l'eau si belle Que je m'y suis baigné Refrain: Il y a longtemps que je t’aime, Jamais je ne t’oublierai. |
| Sous les feuilles d’un chêne, Je me suis fait sécher. Sur la plus haute branche, Le rossignol chantait.                                                                          |
| Refrain: Il y a longtemps que je t’aime, Jamais je ne t’oublierai. |
| Chante, rossignol, chante, Toi qui as le cœur gai. Tu as le cœur à rire… Moi je l’ai à pleurer.                                                                                  |
| Refrain: Il y a longtemps que je t’aime, Jamais je ne t’oublierai. |
| J'ai perdu mon ami Sans l'avoir mérité. Pour un bouquet de roses Que je lui refusais…                                                                                            |
| Refrain: Il y a longtemps que je t’aime, Jamais je ne t’oublierai. |
| Je voudrais que la rose Fût encore au rosier, Et que mon doux ami Fût encore à m'aimer.                                                                                          |
| Refrain: Il y a longtemps que je t’aime, Jamais je ne t’oublierai. |
| Letra en castellano A la clara fuente, Yendo a pasear, Encontré el agua tan bella, Que me metí a bañar.                                                                          |
| Estribillo: Hace mucho que te quiero, Nunca te olvidaré. |
| Bajo las hojas de un roble, Me quedé hasta secarme, En la rama más alta, Un ruiseñor cantaba.                                                                                    |
| Estribillo: Hace mucho que te quiero, Nunca te olvidaré. |
| Canta, ruiseñor, canta, Tú que estás alegre, Tu corazón está para reír, El mío para llorar.                                                                                      |
| Estribillo: Hace mucho que te quiero, Nunca te olvidaré. |
| Perdí a mi amada, Sin que lo mereciera, Por un ramo de rosas Que le rechacé. |
| Estribillo: Hace mucho que te quiero, Nunca te olvidaré. |
| Quisiera que la rosa Estuviese aún en el rosal, Y que mi dulce amada, Estuviese aún a mi lado.                                                                                   |
| Estribillo: Hace mucho que te quiero, Nunca te olvidaré. |

Otra versión del estribillo: Fendez le bois, Chauffez le four, Dormez la belle, Il n'est point jour. (Corta la leña, Calienta el horno, Duerme, hermosura, Aún no amanece).